# کورین
کورین (به انگلیسی: Corrin) با فرمول شیمیایی C۱۹H۲۲N۴ یک ترکیب شیمیایی با شناسه پاب‌کم ۶۴۳۸۳۴۳ است؛ که جرم مولی آن ۳۰۶٫۴۰۴۷۸ g/mol می‌باشد.